# Ranger 1
Ranger 1 fu la prima sonda spaziale statunitense facente parte del Programma Ranger. Il suo obiettivo principale era testare i componenti e le funzioni necessarie per le successive missioni esplorative lunari e spaziali.

## La sonda
Ranger 1 consisteva in una base esagonale di 1,5 metri di diametro sulla quale era stato montato un cono di 4 metri di altezza in alluminio. Due pannelli solari erano disposti come due "ali" ed erano lunghi ben 5,2 metri, sotto la base esagonale trovò posto l'antenna parabolica ad alto guadagno.

A bordo erano alloggiati diversi strumenti di ricerca come: un telescopio Lyman-alpha, un magnetometro a vapori di rubidio, un analizzatore di elettrostaticità, un rilevatore di particelle, due telescopi a coincidenza tripla, un rilevatore di raggi cosmici, un rilevatore di polvere cosmica e un rilevatore di raggi x.

Il sistema di comunicazione prevedeva, oltre all'antenna ad alto guadagno, anche un'antenna omnidirezionale a guadagno medio e due trasmittenti, uno a 960.1 MHz e l'altro a 960.05 MHz.

L'energia elettrica veniva fornita da 8.680 celle solari sui due pannelli e da una batteria di zinco - argento di 57 kg. La navigazione e il controllo di assetto erano affidati a sensori solari e terrestri. La temperatura era controllata passivamente, con placcature d'oro, alluminio lucido e vernice bianca.

## La missione
La sonda fu lanciata il 23 agosto del 1961 alle 19:12 UTC tramite il razzo vettore Atlas-Agena. Il Ranger 1 fu progettato per essere immesso in un'orbita terrestre di parcheggio, successivamente spostarlo da 60.000 km fino a 1.100.000 km di distanza per testare gli strumenti di bordo e le strategie per una futura missione lunare. Lo stadio Agena B tuttavia non si riaccese e il Ranger 1 non lasciò l'orbita terrestre di parcheggio. Rientrò nell'atmosfera il 30 agosto 1961.

La missione fu un parziale successo, buona parte dei test fu eseguita ma furono raccolti pochi dati scientifici.